# Microgramma tuberosa
Microgramma tuberosa är en stensöteväxtart som först beskrevs av William Ralph Maxon, och fick sitt nu gällande namn av David Bruce Lellinger. Microgramma tuberosa ingår i släktet Microgramma och familjen Polypodiaceae. Inga underarter finns listade.